# Zabibe
Zabibe (ou Zabiba, en arabe : « raisin sec »), est une reine arabe qui règne sur le royaume de Qédar, à l'ouest de l'Assyrie, au VIIIe siècle av. J.-C.
Zabibe (également Zabibi, Zabiba, Zabibah ;  Zabibê en akkadien), était une reine de Qedar qui régna pendant cinq ans entre 738 et 733 av. J.-C. Elle était une vassale de Tiglath-Phalasar III, roi d'Assyrie, mentionnée dans ses Annales parmi une liste de monarques qui ont payé tribut au roi en 738 av. J.-C.,. Le titre qui lui est accordé est celui de reine des Aribi (Arabes). Israël Eph'al soutient que, jusqu'à l'époque d'Assurbanipal, le titre de « roi ou reine des Arabes » dans les manuscrits assyriens était un titre général accordé aux chefs des tribus nomades bédouines du désert syrien. Il en déduit donc que Zabibe aurait dû être correctement intitulée « reine des Qidri » (Qédarites). Zabībah est un ancien nom arabe, probablement dérivé de zabīb (arabe : زبيب), qui signifie « raisin sec »,. Elle fut remplacée par une autre reine, Samsi, qui régna également pendant cinq ans.